# Chassignelles
Chassignelles es una localidad y comuna francesa situada en la región de Borgoña, departamento de Yonne, en el distrito de Avallon y cantón de Ancy-le-Franc.

## Demografía
| 459 | 459 | 511 | 474 | 487 | 508 | 475 | 465 | 425 | 406 | 399 | 397 | 421 | 445 | 488 | 489 | 543 | 557 | 621 | 630 | 491 | 537 | 482 | 423 | 409 | 381 | 389 | 383 | 349 | 332 | 308 | 305 | 283 |
| Para los censos de 1962 a 1999 la población legal corresponde a la población sin duplicidades (Fuente: INSEE [Consultar]) |     |     |     |     |     |     |     |     |     |     |     |     |     |     |     |     |     |     |     |     |     |     |     |     |     |     |     |     |     |     |     |     |